# Kamenica (Leposavić)
Pour les articles homonymes, voir Kamenica et Kamenice.
Kamenica en serbe latin (Каменица en serbe cyrillique) et Kamenicë en albanais est une localité du Kosovo située dans la commune/municipalité de Leposavić/Leposaviq, dans le district de Mitrovicë/Kosovska Mitrovica. Selon des estimations de 2009 comptabilisées pour le recensement kosovar de 2011, elle compte 154 habitants, dont une majorité de Serbes.

## Géographie
Kamenica/Kamenicë est situé à 13 km au sud-ouest de Leposavić/Leposaviq, sur la rive gauche de la rivière Ibar. Le village fait partie de la communauté locale de Sočanica/Soçanicë.

## Démographie

### Évolution historique de la population dans la localité
| 1948 | 1953 | 1961 | 1971 | 1981 | 1991 | 2009 |
| ---- | ---- | ---- | ---- | ---- | ---- | ---- |
| 164  | 169  | 169  | 156  | 171  | 140  | 154  |

|  |